# Jakob Silfverberg
Jakob Silfverberg (ur. 13 października 1990 w Gävle) – szwedzki hokeista, reprezentant Szwecji, olimpijczyk.
Jego ojciec Jan-Erik (ur. 1953) i wujek Conny (ur. 1959) byli, a brat Joakim (ur. 1989) i kuzyn Joel (ur. 1993) także zostali hokeistami.

## Kariera
- Brynäs J18 (2005–2008)
- Brynäs J20 (2007–2010)
- Brynäs (2008–2012)
- Ottawa Senators (2012, 2013)
  -  Binghamton Senators (2012–2013)
- Anaheim Ducks (2013-)

Wychowanek klubu Brynäs IF, którego zawodnikiem był do 2012. W międzyczasie w drafcie NHL z 2009 został wybrany przez Ottawa Senators. W maju 2011 podpisał kontrakt z tym klubem, jednak kolejny sezon 2011/2012 spędził jeszcze w Brynäs na zasadzie wypożyczenia. W kwietniu 2012 powrócił do Ottawy i rozegrał dwa premierowe mecze w rozgrywkach NHL w trakcie fazy play-off sezonu 2011/2012. W okresie lokautu w sezonie NHL (2012/2013) występował z klubem Binghamton Senators w rozgrywkach AHL. Następnie, od wznowienia sezonu NHL (2012/2013) w styczniu 2013 gra ponownie w Ottawa Senators. Od lipca 2013 zawodnik Anaheim Ducks. Przedłużał kontrakt z tym klubem o rok w sierpniu 2014, o cztery lata w sierpniu 2015, o pięć lat w marcu 2019.
Uczestniczył w turniejach mistrzostw świata 2011, 2012, zimowych igrzysk olimpijskich 2014, Pucharu Świata 2016.

## Sukcesy
Reprezentacyjne

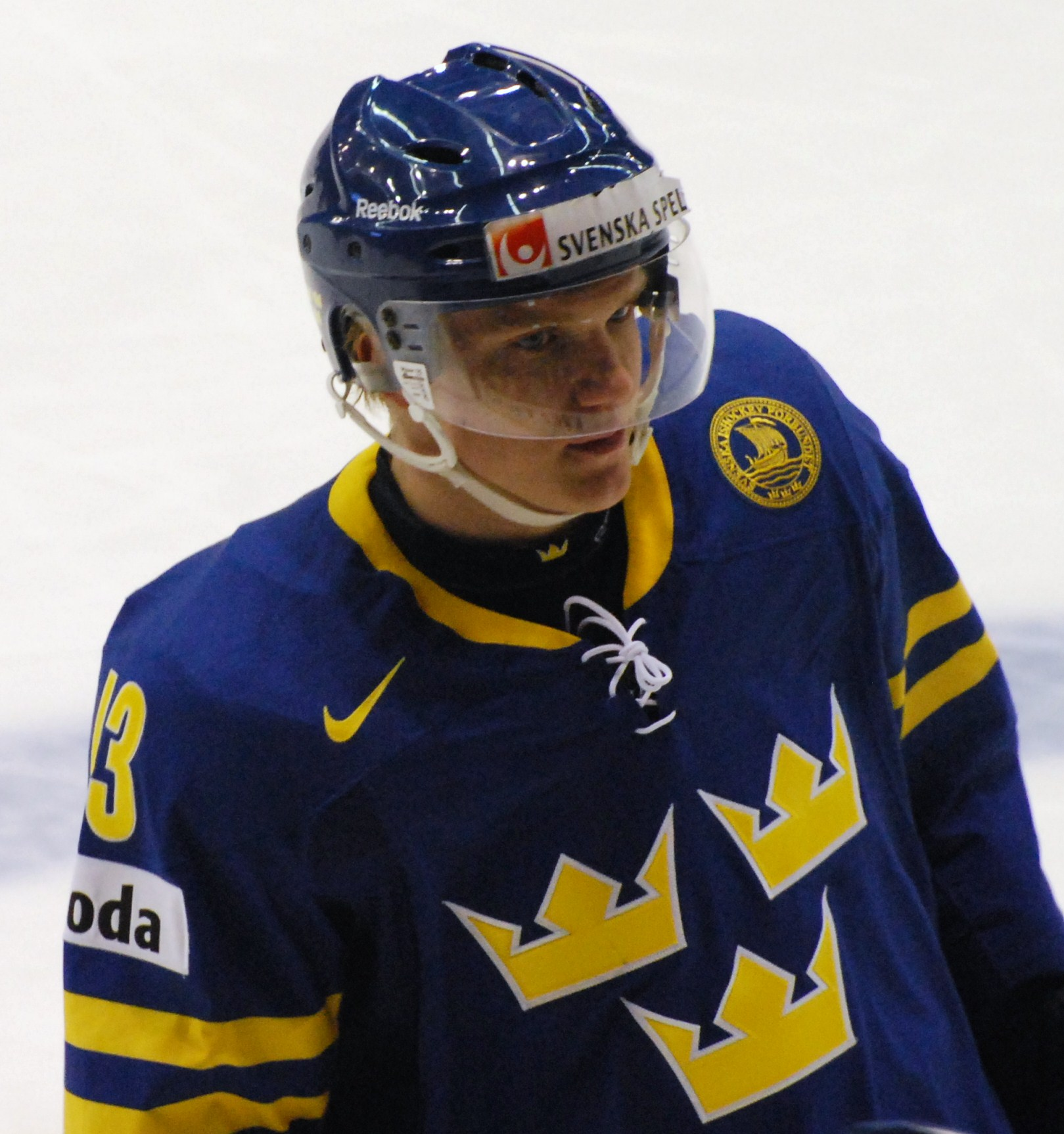
Jakob Silfverberg w barwach Szwecji do lat 20 (2009)

- Puchar świata do lat 18 (Memoriał Ivana Hlinki): 2008
- Brązowy medal mistrzostw świata juniorów do lat 20: 2010
- Srebrny medal mistrzostw świata: 2011
- Srebrny medal zimowych igrzysk olimpijskich: 2014

Klubowe
- Złoty medal mistrzostw Szwecji: 2012 z Brynäs

Indywidualne
- Mistrzostwa świata do lat 18 w 2008:
  - Jeden z trzech najlepszych zawodników reprezentacji
- Elitserien (2011/2012):
  - Drugie miejsce w klasyfikacji strzelców w sezonie zasadniczym: 24 gole
  - Drugie miejsce w klasyfikacji kanadyjskiej w sezonie zasadniczym: 54 punkty
  - Pierwsze miejsce w klasyfikacji strzelców w fazie play-off: 13 goli
  - Drugie miejsce w klasyfikacji kanadyjskiej w fazie play-off: 20 punktów
  - Zdobywca zwycięskiego gola w szóstym meczu finałów
  - Guldpucken (Złoty Krążek) – nagroda dla najlepszego zawodnika sezonu
  - Guldhjälmen (Złoty Kask) – nagroda dla najbardziej wartościowego zawodnika
  - Stefan Liv Memorial Trophy – Najbardziej Wartościowy Zawodnik fazy play-off
  - Rinkens riddare – nagroda dla najuczciwszego zawodnika